# Juan Gil-Albert Simón
Juan Gil-Albert Simón (Alcoi, 1 d'abril 1904 - València, 4 de juliol de 1994) va ser un poeta i assagista valencià.

## Biografia
D'una família pertanyent a l'alta burgesia, els seus primers anys de formació estigueren a càrrec d'un professor particular i en un col·legi de monges d'Alcoi. Als nou anys, la família es trasllada a València en obrir-hi son pare un magatzem de ferreteria, i ingressa com a intern en el Col·legi dels Escolapis. A València acaba el batxillerat i inicia els estudis de Dret i Filosofia i Lletres, sense arribar a acabar aquests estudis, que l'avorreixen. Llegeix molt, però els autors que el marquen són especialment Gabriel Miró, Valle-Inclán i Azorín. L'any 1927 va publicar les seues dues primeres obres en prosa, La fascinación de lo irreal, col·lecció de relats costejada per ell mateix i amb influxos d'Oscar Wilde i Gabriel Miró, i Vibración del estío. La crítica va acollir aquestes obres amb entusiasme, especialment Las Provincias de València i El Noticiario Regional de Alcoy.

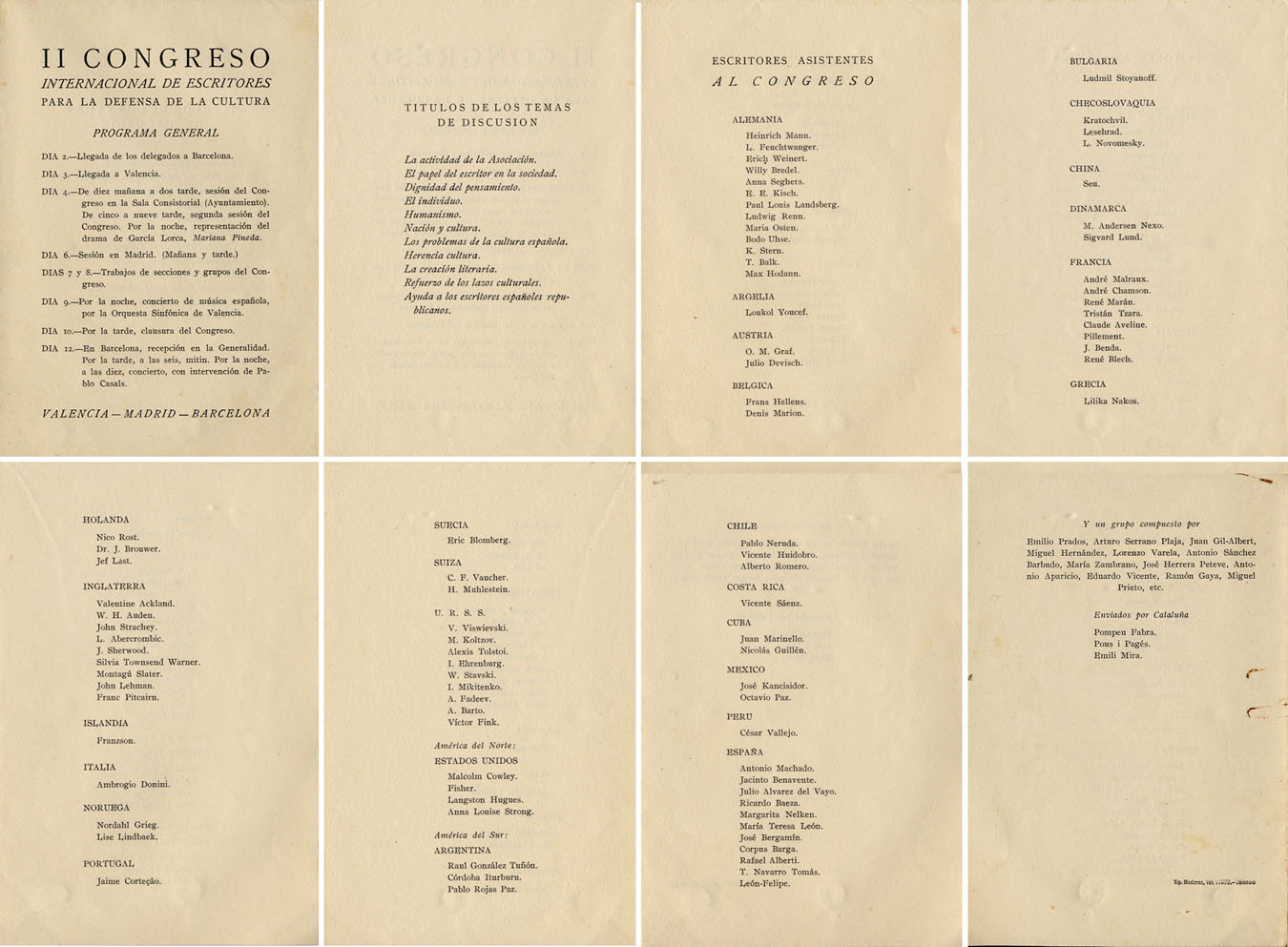
II Congreso internacional de escritores para la defensa de la cultura.

A partir de 1929 entra en política de la mà de José Bueno, Juan Miguel Romá i Joan Renau. Max Aub el va posar en contacte amb tots els "ismes" i avantguardes. I Federico García Lorca, Juan Ramón Jiménez, Luis Cernuda, Manuel Altolaguirre, Pablo Neruda, María Zambrano, Rosa Chacel, Miguel Hernández i Vicente Aleixandre entre 1930 i 1934 el posen en contacte amb la poesia. En el període 1936-1938, Manuel Altolaguirre li publica els seus primers llibres poètics, bastant tardans; el primer va aparèixer l'any 1936 amb el títol Misteriosa presencia, col·lecció de sonets de tema amorós on es deixa sentir l'empremta de Luis de Góngora i Stéphane Mallarmé, seguit de Candente horror, del mateix any. De 1938 és Son nombres ignorados, imprès a Barcelona i que suposa la seua dolorida consciència de la Guerra Civil espanyola. l'any 1936 funda a València la revista Hora de España, la redacció de la qual està formada per Juan Gil-Albert, Rafael Dieste, Antonio Sánchez Barbudo i Ramón Gaya. A mitjan 1937, es van unir a ells en la redacció María Zambrano i Arturo Serrano Plaja. Quan València es converteix en capital de la República, la casa de Juan Gil-Albert es convertix en centre de reunió dels intel·lectuals republicans. Participa en l'organització del Segon Congrés Internacional d'Escriptors per a Defensa de la Cultura, així com, en la redacció de la famosa Ponència Col·lectiva. En Memorabilia ha evocat Gil-Albert els seus trobades d'aquells dies amb Louis Aragon, Octavio Paz, junt amb el record d'altres noms, com Antonio Machado, Alberti, Miguel Hernández, José Bergamín…. Acabada la guerra farà cap a un camp de refugiats a França.
S'exilia des de 1939 a 1947 a Mèxic i l'Argentina. A Mèxic és secretari de la revista Taller dirigida per Octavio Paz i fa crítica de cine en la revista Romance. Col·labora també en Letras de México i El hijo pródigo, amb poemes i prosa. A finals de 1942 viatja a Buenos Aires i col·labora en els diaris argentins Sur i en la pàgina literària de La Nación. Hi coneix Jorge Luis Borges i publica El convaleciente (1944).
Va tornar a València l'any 1947, vivint un exili interior fora dels corrents dominants. Per això alguns crítics el consideren un membre despenjat i aïllat de la Generació del 27, encara que la data de publicació de la seua primera obra poètica (1936) ha fet a altres considerar-lo part de la Generació del 36 o, almenys, com un nexe entre ambdues generacions.
Després del seu retorn a Espanya publica El existir medita su corriente (1949), Concertar es amor (1951) i se sumeix en un silenci gens inactiu. La seua falta de contacte amb els mitjans socials i culturals del franquisme és absoluta i viu immers en anys de febril i intensa escriptura fins que l'any 1972 la col·lecció "Ocnos" publica Fuentes de la constancia, antologia poètica que el rescata per a la crítica i el 1974 Crónica general, que el popularitza entre el gran públic. Seguiran Meta-Física (1974), Mesa revuelta, (1974), una reedició de Las ilusiones (1974). A Heraklés: sobre una manera de ser (1975), aborda el tema de l'homosexualitat inspirant-se en el Corydon d'André Gide. Segueixen Memorabilia (1975), Homenajes e impomptus (1976), A los presocráticos (1976), El ocioso y las profesiones (1979), Breviarium vitae (reeditat l'any 1979), etc.
La consagració definitiva li arribaria l'any 1982 amb el Premi de les Lletres del País Valencià. Després va rebre la medalla al Mèrit de Belles Arts, va ser doctor Honoris Causa per la Universitat d'Alacant i fill Predilecte d'Alcoi. La seua Obra completa en prosa va ser editada l'any 1985.
Juan Gil-Albert, avantguardista i surrealista en els seus començaments i posseïdor d'un gran i acurat estil, es mostra posteriorment més compromés amb la realitat del seu temps arran de la seua experiència durant la Guerra Civil espanyola i l'exili. Sempre fidel a si mateix i insubornable, rebel a vegades, d'amplis referents culturals grecollatins i d'una sensibilitat epicúria i extrema cap a la bellesa, oscil·la entre la narració i l'evocació, la reflexió i la crítica. Potser per això la seua obra en prosa és una de les més memorables del segle xx i com a poeta va influir poderosament en la lírica dels anys 1970, a partir sobretot de la seua eclosió de l'any 1974. És en aquest any quan publica la seua autobiografia en prosa, Crónica general (1974), així com, en anys següents, els també autobiogràfics Heraklés (1975) i Breviarium Vitae (1979).
Joan Fuster va afirmar que Juan Gil-Albert "és el millor poeta valencià del segle, i de més segles, en castellà". La lírica de Gil-Albert és un cant festiu a la vida, a la bellesa, al pas del temps i a la poesia mateixa. Obra singular i personalíssima, poblada de mites i profundament lligada al Mediterrani.

## Obres

### Poesia
- Misteriosa presencia. Sonetos Madrid: Héroe, 1936
- Candente horror València: Nueva Cultura, 1936
- Siete romances de guerra València: Nueva Cultura, 1937
- Son nombres ignorados. Elegías. Himnos. Sonetos Barcelona: Edic. Hora de España, 1938
- Las ilusiones con los poemas de El Convaleciente Buenos Aires: Imán, 1943
- Poemas. El existir medita su corriente Madrid: Librería Clan, 1949
- Concertar es amor Madrid: Col. Adonais, 1951
- Poesía: Carmina manu trementi duoere València: La Caña Gris, 1961
- La trama inextricable (prosa poesía crítica) València: Col. Mis Cosechas, 1968
- Fuentes de la constancia Barcelona: Llibres de Sinera, 1972 (Antologia poètica amb poemes inèdits)
- La Meta-física Barcelona: Llibres de Sinera, 1974
- A los presocráticos, seguido de Migajas del pan nuestro València: Lindes, 1976
- Homenajes e in promptus León: CSIC, 1976
- El ocioso y las profesiones Sevilla: Aldebarán, 1979
- Razonamiento inagotable con una carta final Madrid: Caballo Griego para la poesía, 1979. 114 p. ISBN 84-85417-04-6
- Mi voz comprometida (1936-1939) (Candente horror, Siete romances de guerra, Son nombres ignorados) Barcelona: Laia, 1980 (Edic. intr. i notes de Manuel Aznar)
- Obra poética completa Alacant: Alfons El Magnànim; Valencia: Diputació Provincial de València, 1981. 2 v. ISBN 84-00-04846-6
- Variaciones sobre un tema inextinguible Sevilla: Renacimiento, 1981. ISBN 84-85424-03-4
- Antología poética, 1936-1976 Esplugues de Llobregat, Barcelona: Plaza & Janés, 1982. 336 p. ISBN 84-01-80971-1
- España, empeño de una ficción Madrid: Júcar, 1984. 190 p. ISBN 84-334-4501-4
- Fuentes de la constancia Madrid: Cátedra, 1984. 228 p. ISBN 84-376-0473-7
- Antología poética València: Consell Valencià de Cultura, 1993. 364 p. ISBN 84-482-0156-6
- Primera obra poética: 1936-1938 València: Consell Valencià de Cultura, 1996. 206 p. ISBN 84-482-1177-4

### Prosa
- Breviarium vitae Valencia: Pre-Textos; Alacant: Instituto de Cultura "Juan Gil-Albert", [1999]. 495 p. ISBN 84-8191-274-3
- Breviarium vitae Alcoi: Caixa d'Estalvis d'Alacant i Múrcia, 1979. 2 v. ISBN 84-500-3227-X
- Cartas a un amigo València: Pre-Textos, 1987. 162 p. ISBN 84-85081-85-4
- Cómo pudieron ser València: Levante, 1929. 83 p.
- Concierto en "mi" menor; La trama inextricable; Memorabilia (1934-1939) València: Alfons El Magnànim, 1982. 381 p. ISBN 8400050312
- Concierto en "mi" menor Alcoi: 1974. 159 p. ISBN 84-400-7146-9
- Contra el cine València: Prometeo, 1974. 103 p. ISBN 8471991063
- Crónica general València: Pre-Textos; Alacant: Instituto de Cultura "Juan Gil-Albert", 1995. 352 p.
- Drama patrio: testimonio 1964 Barcelona: Tusquets, 1977. 134 p. ISBN 8472230554
- El ocio y sus mitos Málaga: Begar Ediciones, 1982. ISBN 84-86134-02-1
- El ocioso y las profesiones Sevilla: María Auxiliadora, 1998. 46 p. ISBN 84-85086-40-6
- El retrato oval Barcelona: Seix-Barral. 92 p. ISBN 84-322-0478-1
- Gabriel Miró: (El escritor y el hombre) València: [s.n.], 1931. 56 p.
- Heraclés: sobre una manera de ser València: Pre-Textos; Alacant: Instituto de Cultura "Juan Gil-Albert", 2002. 152 p. ISBN 84-8191-433-9 (Text escrit l'any 1975 sobre la condició de l'homosexual)
- Homenaje a los presocráticos Madrid: s.n., 1963. 10 p. És tirada a part de Cuadernos Hispanoamericanos, abril de 1963. Vol. 160
- Homenajes e in promptus León: Institución Fray Bernardino de Sahagún: Diputación Provincial, 1976. 144 p. ISBN 8400042786
- Intento de una catalogación valenciana (sobre Pedro de Valencia y su "región") València: Mis cosechas, 1955. 61 p.
- La mentira de las sombras: crítica cinematográfica publicada en "Romance", revista popular hispanoamericana (México, febrer de 1940-maig de 1941). València: Pre-Textos, [2003]. 192 p. ISBN 84-8191-539-4
- La trama inextricable: prosa, poesía, crítica Valencia: Mis cosechas, 1968. 260 p.
- Les Archanges S.l.: Actes Sud, 1993. 140 p. ISBN 2868696368
- Los arcángeles: parábola Barcelona: Laia, 1981. 109 p. ISBN 84-7222-994-7
- Los días están contados Barcelona: Tusquets, 1974. 166 p. ISBN 84-7223-039-2
- Memorabilia Barcelona: Tusquets, [1975]. 283 p. ISBN 84-7223-703-6
- Mesa revuelta [València: Fernando Torres, 1974]. 171 p. ISBN 84-7366-017-X
- Obra completa en prosa Madrid: Consejo Superior de Investigaciones Científicas, 1999. 11 v. ISBN 8400049241
- Taurina: (Crónica) [Madrid : s.n., 1962]. 11 p. Tirada a part de Cuadernos Hispanoamericanos vol. 152-153
- Tobeyo o Del amor: homenaje a México València: Pre-Textos; Alacant: Instituto de Cultura "Juan Gil-Albert", 1989. 181 p. ISBN 84-87101-14-3
- Un mundo: prosa, poesía, crítica València: l'autor, 1978. 116 p. ISBN 84-300-0069-0
- Valentín: homenaje a William Shakespeare Barcelona: La Gaya Ciencia, 1974. 187 p. ISBN 8470800132
- Valentín: (homenaje a William Shakespeare) Madrid: Akal, 1984. 139 p. ISBN 84-7600-011-1
- Vibración de estío Alacant: Instituto de Cultura "Juan Gil-Albert", 1984. 156 p.
- Yehudá Haleví Madrid: Júcar, 1987. 172 p. ISBN 84-334-3063-7